# Nordsehl
Nordsehl település Németországban, azon belül Alsó-Szászország tartományban. Lakosainak száma 677 fő (2023. december 31.). Nordsehl Stadthagen és Lauenhagen községekkel határos.

## Népesség
A település népességének változása:
| Lakosok száma | 730  | 736  | 707  | 698  | 694  | 693  | 677  |
|               | 2015 | 2016 | 2017 | 2019 | 2021 | 2022 | 2023 |